# Whitsun Festival
Whitsun Festival er en festival, der bliver afholdt på Lolland hvert år pinsesøndag (Whitsun betyder "pinse" på engelsk), nærmere bestemt i parken ved herregården Christianssæde vest for Maribo.
Festivalen har været afholdt årligt siden 2022. I 2024 deltog ca. 3.900 gæster.

## Optrædende

### 2022
- TV-2[3]
- Lis Sørensen[3]
- Alex Vargas[3]

### 2023
- Scarlet Pleasure[4]
- Swan Lee[4]

### 2024
- Anne Linnet[4]
- Guldimund[4]

### 2025
- Andreas Odbjerg
- Ida Laurberg
- Birthe Kjær[5]
- Hugorm, anført af Simon Kvamm.[6]

## Debatter
Under festivalen bliver der også afholdt taler, foredrag og debatter om tendenser i tiden. Her har blandt andet Pernille Rosendahl og  Signe Wenneberg været indbudt.

## Særlige gæster
Hvert år uddeler festivalen 100 gratis billetter til en særlig gruppe, man gerne vil hædre. I 2024 var det sygeplejersker, og i 2025 var det skolelærere, som var medlemmer af Lolland-Falsters Lærerforening.